# Pierre Repellini
Pierre Repellini (Hyères, 1950. október 27. –) válogatott francia labdarúgó, hátvéd, edző.

## Pályafutása

### Klubcsapatban
1968 és 1980 között az AS Saint-Étienne labdarúgója volt, ahol három-három francia bajnoki címet és kupagyőzelmet ért el. Tagja volt az 1975–76-os idényben BEK-döntős együttesnek. 1980 és 1983 között a Hyères FC, 1983 és 1985 között az Olympique Saint-Maximin csapatában szerepelt.

### A válogatottban
1973–74-ben négy alkalommal szerepelt a francia válogatottban.

### Edzőként
1995–96-ban, 2000-ben és 2001-ben a Red Star, 1997–98-ban a Saint-Étienne vezetőedzője volt.

## Sikerei, díjai
Saint-Étienne
- Francia bajnokság (Ligue 1)
  - bajnok (3): 1973–74, 1974–75, 1975–76
- Francia kupa (Coupe de France)
  - győztes (3): 1974, 1975, 1977
- Bajnokcsapatok Európa-kupája (BEK)
  - döntős: 1975–76

## Statisztika

### Mérkőzései a francia válogatottban
| Franciaország | Franciaország       | Franciaország              | Franciaország | Franciaország | Franciaország | Franciaország | Franciaország | Franciaország |
| #             | Dátum               | Helyszín                   | Hazai         | Eredmény      | Vendég        | Kiírás        | Gólok         | Esemény       |
| ------------- | ------------------- | -------------------------- | ------------- | ------------- | ------------- | ------------- | ------------- | ------------- |
| 1.            | 1973. szeptember 8. | Párizs, Parc des Princes   | Franciaország | 3 – 1         | Görögország   | barátságos    | -             |               |
| 2.            | 1973. október 13.   | Gelsenkirchen, Parkstadion | NSZK          | 2 – 1         | Franciaország | barátságos    | -             |               |
| 3.            | 1973. november 21.  | Párizs, Parc des Princes   | Franciaország | 3 – 0         | Dánia         | barátságos    | -             |               |
| 4.            | 1974. május 18.     | Párizs, Parc des Princes   | Franciaország | 0 – 1         | Argentína     | barátságos    | -             |               |
|               | Összesen            |                            |               | 4             | mérkőzés      |               | 0             | gól           |